# Institut za javnu politiku
Institut za javnu politiku (en. Public Policy Institute) je regionalna think-tank organizacija. Deluje u regionu Zapadnog Balkana kroz rad kancelarija u Beogradu, Podgorici i Ljubljani.

## Istorija
Institut za javnu politiku je osnovan 1. februara 2013. godine u Podgorici. Kancelarija u Beogradu počela je sa radom 6. decembra 2013. godine, a kancelarija u Ljubljani 30. juna 2014. godine. Osnivači Instituta su profesori Univerziteta u Beogradu Mijat Damjanović, Nikola Samardžić i Stevan Lilić, slovenački novinar Vanja Vardjan i nekadašnji šef Biroa za komunikacije Vlade Republike Srbije Vladimir Popović, koji je ujedno i direktor Instituta.
IJP je nastao iz potrebe za jasnom i profesionalnom podrškom post-jugoslovenskoj izgradnji institucija, razvoju javnog političkog diskursa i kulturnoj saradnji zasnovanoj na građanskom individualizmu.

## Aktivnosti
Institut za javnu politiku je osnovan radi usmeravanja aktivnog i posvećenog delovanja stručnjaka iz svih delova Zapadnog Balkana sa višedecenijskim iskustvom u oblastima profesionalizacije medija, promišljanja političke agende, evropskih i trans-atlanskih izazova, bezbednosti, ljudskih i manjinskih prava, državne uprave, diplomatije, civilnog sektora, nauke i kulture.

Cilj Instituta je formulisanje nove nacionalne, regionalne i međunarodne politike post-jugoslovenskog prostora kroz sinergiju znanja i stavova iskusnih stručnjaka i javnih aktivista. Promocijom javnog dijaloga i konstruktivnih rešenja, Institut za javnu politiku doprinosi naporima država Zapadnog Balkana da postanu ravnopravni, pouzdani i progresivni partneri u evropskim integracijama i međusobnim odnosima.

Jedan od prioriteta tima Instituta za javnu politiku je i usmerenije angažovanje civilne ekspertize u važnim reformskim procesima koje sprovode države Zapadnog Balkana, poput članstva u Evropskoj uniji i NATO.

## Projekti
Nakon inicijalnog istraživanja i analize društvenog i medijskog konteksta u državama Zapadnog Balkana, Institut je razvio i sproveo niz projekata među kojima su:
- Vreme je za prava žena i jednakost polova u Crnoj Gori
- NATO Reach Out
- Jačanje administrativnih kapaciteta za sprovođenje politike zaštite životne sredine u Crnoj Gori
- Model NATO Youth Samit
- Civilni odgovor na klijantelizam u medijima – Medijski krug
- Uloga medija u procesu sekuritizacije na Zapadnom Balkanu
- Uloga medija u praćenju R1325 u Crnoj Gori
- Unapređenje zaštite intelektualne svojine
- Simulacija Severnoatlanskog saveta za mlade
- Primena rezolucije SB UN 1325 Žene, mir i bezbednost

## Programski odbor
Pored osnivača, članovi Programskog odbora Instituta za javnu politiku su:
- Anđelka Mihajlov, profesorka Univerziteta u Novom Sadu
- Ante Bošković, advokat
- Gordana Lazarević, ekonomistkinja
- Marko Kljajević, advokat
- Haris Dajč, asistent Filozofskog fakulteta Univerziteta u Beogradu
- Mojca Mavec, novinarka
- Jasna Slamnik, pravnica
- Aleš Ekar, ekonomista
- Zoran Krunić, sociolog
- Barbara Tekavec, pravnica

## Board of Trustees
Board of Trustees Instituta za javnu politiku je najviše međunarodno upravno telo koje okuplja internacionalno prepoznatljive intelektualce, političke zvaničnike, eksperte i akademske delatnike među kojima su:
- Filip Dust-Blazi, zamenik generalnog sekretara Ujedinjenih Nacija zadužen za inovativno finansiranje razvoja
- Mario Enrike de Almeida Santos David, potpredsednik Evropske narodne partije
- Jan Erik Lejn, sociolog, profesor ekonomije i politike
- Karlos Flores Huberijas, profesor Univerziteta u Valensiji
- Mišel Fakos, profesorka na Indijana Univerzitetu
- Eđidio Ivetić, profesor Univerziteta u Padovi
- Gaj Piters, profesor Univerziteta u Pitsburgu i Cepelin Univerziteta u Nemačkoj
- Valter Švimer, nekadašnji generalni sekretar Saveta Evrope

## Spoljašnje veze
- Institut za javnu politiku-Zvanična prezentacija